# Daiki Yamamoto
Daiki Yamamoto (født 25. marts 1992) er en japansk fodboldspiller.
Han har spillet for flere forskellige klubber i sin karriere, herunder Gainare Tottori og Tochigi SC.